# Pausa-Mühltroff
Die Stadt Pausa-Mühltroff liegt im sächsischen Vogtlandkreis. Das frühere Pausa/Vogtl. (Pausa/Vogtland) benannte sich nach der Eingliederung des Nachbarstädtchens Mühltroff zum 1. Januar 2013 in Pausa-Mühltroff um. Die etwa 4800 Einwohner zählende Stadt wirbt touristisch damit, am Mittelpunkt der Erde zu liegen. Dies geht zurück auf einen Eintrag in der Stadtchronik, danach liegt Pausa im geografischen Mittelpunkt des alten Vogtlands.
Zwischen 1952 und 1992 gehörten Pausa/Vogtl., Ebersgrün, Linda, Oberreichenau, Ranspach, Unterreichenau und Wallengrün zum Kreis Zeulenroda im Bezirk Gera bzw. ab 1990 im Freistaat Thüringen. Mühltroff, Langenbach und Thierbach gehörten zwischen 1952 und 1992 zum Kreis Schleiz im Bezirk Gera bzw. ab 1990 im Freistaat Thüringen. Durch einen Staatsvertrag kamen alle diese Orte am 1. April 1992 zum sächsischen Landkreis Plauen. Einzig der südlichste Ortsteil Kornbach gehörte im Gegensatz zu den anderen Ortsteilen immer zum sächsischen Landkreis Plauen, weshalb Kornbach der einzige Ortsteil von Pausa-Mühltroff mit „08“er Postleitzahl ist. Die anderen Ortsteile haben eine „07“er Postleitzahl.

## Geographie

### Geographische Lage
Im Hauptort Pausa befindet sich nach Angaben historischer Quellen der geographische Mittelpunkt des Vogtlands. Das Gebiet der Stadt Pausa-Mühltroff liegt heute im äußersten Nordwesten des Vogtlandkreises und im sächsischen Teil des historischen Vogtlands. Im Norden, Westen und Osten grenzt das Stadtgebiet an das thüringische Vogtland, zu dem alle Ortsteile außer Kornbach zwischen 1952 und 1992 gehörten. Bezüglich des Naturraums gehören die Ortsteile von Pausa-Mühltroff zum Südostthüringer Schiefergebirge (Naturraum Vogtland). Höchster Punkt ist der 546 m ü. NN hohe Sandberg in der Gemarkung Thierbach.
Das Stadtgebiet besteht aus den zwei Hauptorten Pausa und Mühltroff, welche vormals eigene Städte waren, und neun umliegenden Dörfern. Mühltroff galt als westlichste Stadt Sachsens. Pausa, der Hauptort der Stadt Pausa-Mühltroff, befindet sich im östlichen Teil des Stadtgebiets auf einer Höhe von ungefähr 450 Meter über NN. Er liegt in einem Talkessel am Oberlauf der Weida, einem Zufluss der Weißen Elster. Im Einzugsgebiet der Weida befinden sich ebenfalls die östlichen Ortsteile Oberreichenau, Unterreichenau, Wallengrün, Ebersgrün, Ranspach und Linda. Die westlichen Ortsteile Langenbach und Mühltroff liegen im Einzugsgebiet der Wisenta, eines Zuflusser der Saale, die nördlich von Mühltroff als Talsperre Lössau aufgestaut ist. Durch den südlichsten Ortsteil Kornbach fließt der gleichnamige Kornbach, der über den Rosenbach in die Weiße Elster entwässert.
Auf dem Gebiet der Stadt Pausa-Mühltroff befinden sich mehrere große Waldgebiete, u. a. im Zentrum zwischen Ranspach und Mühltroff, südlich von Mühltroff und nördlich von Thierbach. Am Westrand bei Langenbach befindet sich der Schleizer Forst. Östlich von Pausa befindet sich die Pausaer Weide im Quellgebiet der Weida. Das größte Waldgebiet der Stadt befindet sich im nördlichsten Zipfel. Es ist von drei Seiten von Thüringen umgeben.
Pausa-Mühltroff gehört zum Einzugsgebiet von Plauen, das etwa zwölf Kilometer entfernt liegt. Es liegt in einer Ausbuchtung des Freistaats Sachsen, die fast das thüringische Zeulenroda-Triebes erreicht, welches etwa acht Kilometer entfernt ist. Die Grenze zum Freistaat Bayern befindet sich in ungefähr 17 Kilometern Entfernung.

### Nachbargemeinden
| Stadt Schleiz im Saale-Orla-Kreis |                                             | Stadt Zeulenroda-Triebes im Landkreis Greiz |
| Stadt Tanna im Saale-Orla-Kreis   | Kompassrose, die auf Nachbargemeinden zeigt |                                             |
|                                   |                                             | Gemeinde Rosenbach im Vogtlandkreis         |

### Stadtgliederung
Zur Stadt Pausa-Mühltroff gehören die Ortsteile Ebersgrün, Kornbach, Langenbach, Linda, Mühltroff, Pausa/Vogtl. (mit Oberreichenau), Ranspach, Thierbach, Unterreichenau und Wallengrün.

## Geschichte
Vermutlich im 6./7. Jahrhundert siedelten sich slawische Stämme in der Umgebung an.
Bereits im 10. bis 11. Jahrhundert wurde die Burg Mühltroff vermutlich zur Festigung der Herrschaft deutscher Kaiser, die Ritter zum Schutz gegen die Angriffe der Sorben mit ihren Befestigungen belehnten, gegründet. Die als Angerdorf angelegte Siedlung Muldorf wurde erstmals 1274 erwähnt. Seit 1367 ist Mühltroff als Stadt bezeugt. Die erste urkundliche Erwähnung des Dorfes Pausa als Pussen datiert von 1263 in einer Urkunde über einen Kauf zwischen dem Deutschherren-Ordenshaus Plauen und dem Kloster Mildenfurth bei Weida (heute Ortsteil von Wünschendorf/Elster). Die erste urkundliche Erwähnung als Stadt stammt aus dem Jahr 1393, die ältesten Stadtstatuten aus dem Jahr 1449. Die neun Dörfer auf dem heutigen Stadtgebiet von Pausa-Mühltroff wurden bis auf Unterreichenau (Ersterwähnung 1281) erstmals im 14. bzw. 15. Jahrhundert erwähnt. Neben der Burg Mühltroff gab es in Oberreichenau, Unterreichenau und Thierbach Herrensitze.
Bezüglich der Verwaltung war das Gebiet der heutigen Stadt Pausa-Mühltroff bis ins 19. Jahrhundert geteilt. Die Stadt Pausa war Sitz des kleinen vogtländischen Amts Pausa, das später mit dem Amt Plauen vereinigt wurde. Zu ihm gehörten neben der Stadt Pausa die Orte Ebersgrün, Linda, Oberreichenau, Unterreichenau und Unterpirk (heute Ortsteil der Gemeinde Rosenbach/Vogtl.). Die Stadt Mühltroff und die Dörfer Langenbach, Ranspach, Thierbach und Wallengrün unterstanden der Gerichtsbarkeit des Ritterguts Mühltroff, die auch als Herrschaft Mühltroff bezeichnet wurde und der Verwaltung des vogtländischen Amts Plauen unterstand. Die Grundherrschaft über Kornbach war zwischen dem Amt Plauen und dem Rittergutsanteil (1549 Rittergut Rodau, 1606 Rittergut Lauterbach und 1764 Rittergut Leubnitz) geteilt.
In Mühltroff wurde bereits im 15. Jahrhundert die erste Textilmanufaktur in der Herrenstraße erwähnt. Die Textilindustrie bildet bis heute ein festes Standbein in Mühltroff. Im Schloss befindet sich heute auch ein Textilmuseum. In Pausa begann die Entwicklung von einem reinen landwirtschaftlich geprägten Gebiet zu industriellem Gewerbe im 17. Jahrhundert. Vom 18. Jahrhundert an prägten Textilbetriebe (Stickerei, Weberei, Strumpfwirkerei) das Stadtbild Pausas. Eine Besonderheit in Pausa war im ersten Drittel des 19. Jahrhunderts die Herstellung von Schiffsflaggen. Im Jahr 1883 wurde der Abschnitt Mehltheuer–Weida der Bahnstrecke Werdau–Mehltheuer eröffnet, an der Pausa eine Bahnstation erhielt. In der Folge wurden etliche Fabriken gebaut, die die Industrialisierung fortschreiten und Pausa zu einem prosperierenden Industriestädtchen werden ließen. Mühltroff erhielt im Jahr 1887 mit der Eröffnung der Bahnstrecke Schönberg–Schleiz einen Bahnhof.
Die elf Orte der heutigen Stadt Pausa-Mühltroff gehörten bis 1856 zum kursächsischen bzw. königlich-sächsischen Amt Plauen mit Pausa. Im Jahr 1856 wurden sie dem Gerichtsamt Pausa und 1875 der Amtshauptmannschaft Plauen angegliedert.
Durch die zweite Kreisreform in der DDR wurde das Gebiet der heutigen Stadt Pausa-Mühltroff dreigeteilt. Die Stadt Pausa/Vogtl. wurde gemeinsam mit seinen Nachbarorten Ebersgrün, Linda, Oberreichenau, Ranspach, Unterreichenau und Wallengrün im Jahr 1952 dem Kreis Zeulenroda im Bezirk Gera angegliedert. Die Stadt Mühltroff wurde gemeinsam mit seinen Nachbarorten Langenbach, Thierbach, Langenbuch und Dröswein im Jahr 1952 dem Kreis Schleiz im Bezirk Gera angegliedert. Somit wurden diese sächsischen Orte aus ihren historischen Verwaltungsbezirken herausgelöst und mit bisher thüringischen Kommunen in neuen Verwaltungseinheiten zusammengefasst. Einzig die Gemeinde Kornbach wurde im Jahr 1952 dem Kreis Plauen-Land im Bezirk Chemnitz (1953 in Bezirk Karl-Marx-Stadt umbenannt) angegliedert, welcher jedoch deutlich kleiner als sein historischer Vorgänger war.
Während der Zeit der DDR gab es in Pausa eine ganze Reihe Betriebe von überregionaler Bedeutung, beispielsweise
- VEB Pametall (Alleinhersteller von Aluminiumgeschirr),
- VEB Miederwerk (Produzent von Miederwaren wie BHs, Hüfthalter; Export zu den Versandhäusern Neckermann und Quelle),
- VEB Dekostoffe Mülsen, Werk Pausa (Stoffservietten),
- VEB Drahtweberei Pausa (Herstellung von Streckmetall für die Grenzzäune der DDR und von grobmaschigen Industriesieben),
- VEB Wäscheunion Elsterberg Werk A Pausa (Bettwäsche; Export zu den Versandhäusern Neckermann und Quelle),
- VEB Rotpunkt Gummiwarenfabrik (Arbeits- und OP-Handschuhe aus Gummi) und
- VEB Elektroinstallation Pausa (Elektro-Sicherungen/Schmelzeinsätze aus Hartporzellan).

Darüber hinaus gab es noch zahlreiche kleinere Industriebetriebe. Alle zusammen machten Pausa zu einer Industriestadt mit einer weit höheren Bedeutung als es die Größe der Stadt vermuten ließ. Im Gefolge der Wiedervereinigung kam es zu einem weitgehenden Niedergang der Pausaer Industrie. Nur wenige Betriebe überlebten, wurden privatisiert und erfreuten sich einer positiven Entwicklung. Durch Abwanderung sank die Bevölkerungszahl erheblich, was nur durch Eingemeindungen ausgeglichen wurde. Die ersten Eingemeindungen in die Stadt Pausa/Vogtl. erfolgten mit Oberreichenau am 1. Juli 1961 und mit Linda am 1. Januar 1974. Wallengrün wurde am 22. März 1970 nach Unterreichenau eingemeindet.
Nach der Wiedervereinigung Deutschlands 1990 wurden die zum Bezirk Gera gehörigen Kreise Zeulenroda und Schleiz als Landkreis Zeulenroda und Landkreis Schleiz mit ihren zugehörigen Orten dem Freistaat Thüringen zugeordnet. Der Kreis Plauen-Land kam als Landkreis Plauen zum Freistaat Sachsen. In den bis 1952 zum sächsischen Vogtland gehörigen Orten der thüringischen Landkreise Zeulenroda und Schleiz wurde immer deutlicher der Wunsch geäußert, in den Freistaat Sachsen zurückgegliedert zu werden. Auf Grundlage des Staatsvertrages zwischen Thüringen und Sachsen wechselten am 1. April 1992 die Stadt Pausa/Vogtl. (mit Oberreichenau und Linda) und die Gemeinden Ebersgrün, Ranspach und Unterreichenau (mit Wallengrün) vom thüringischen Landkreis Zeulenroda in den sächsischen Landkreis Plauen. Vom thüringischen Landkreis Schleiz wechselten die Stadt Mühltroff und die Gemeinden Langenbach und Thierbach in den sächsischen Landkreis Plauen. Einzig die einst sächsische Gemeinde Langenbuch mit Dröswein verblieb beim thüringischen Landkreis Schleiz; sie gehört aber bis heute zur Evangelisch-Lutherischen Landeskirche Sachsens. Die einstige Zugehörigkeit von zehn der elf Orte Pausa-Mühltroffs zu Thüringen ist bis heute an der Zugehörigkeit zum „thüringischen“ Postleitzahlgebiet „07“ erkennbar, während das immer zu Sachsen gehörige Kornbach zum „sächsischen“ Postleitzahlgebiet „08“ gehört. Somit ergibt sich für die heutige Stadt Pausa-Mühltroff das Kuriosum, zu zwei Postleitzahlgebieten zu gehören und drei Postleitzahlen zu besitzen.
Gleichfalls fanden in den 1990er Jahren Ortseingliederungen statt, die Pausa zu einem Unterzentrum werden ließen. Dies war zuerst am 1. April 1993 die Gemeinde Unterreichenau mit ihrem Ortsteil Wallengrün, dem am 1. Januar 1994 die Orte Ebersgrün, Ranspach und Thierbach folgten. Am 1. März 2011 wurden Oberreichenau und Bad Linda als Gemeindeteile gestrichen. In die Stadt Mühltroff wurden Kornbach am 1. Januar 1993 und Langenbach am 1. Januar 1994 eingemeindet.
Am 10. Januar 2000 wurde eine Verwaltungsgemeinschaft zwischen der Stadt Pausa/Vogtl. und der sechs Kilometer westlich gelegenen Stadt Mühltroff mit dem Namen Verwaltungsgemeinschaft Pausa gebildet. Zum 1. Januar 2013 wurde die Verwaltungsgemeinschaft aufgelöst und die Stadt Mühltroff in die Stadt Pausa eingegliedert, welche sich dadurch in Pausa-Mühltroff umbenannte.

### Einwohnerentwicklung
Entwicklung der Einwohnerzahl (ab 1998 31. Dezember):  Datenquelle ab 1998: Statistisches Landesamt Sachsen
| - 1834: 2191 - 1998: 4189 - 1999: 4179 - 2000: 4139 - 2001: 4112 | - 2002: 4052 - 2003: 3988 - 2004: 3956 - 2005: 3902 - 2006: 3834 | - 2007: 3787 - 2008: 3724 - 2012: 5288 - 2013: 5230 - 2014: 5154 | - 2015: 5102 - 2016: 5052 - 2023: 4675 - 2025: 4725 |

Die Zahlen geben den Einwohnerverlust nach 1990, verursacht durch die Schließung zahlreicher Industriebetriebe und die dadurch bedingte Abwanderung, nur unzureichend wieder, da durch umfangreiche Eingemeindungen rechnerisch Einwohner hinzu kamen.

### Eingemeindungen
- 1. Juli 1961: Oberreichenau wird nach Pausa eingemeindet
- 22. März 1970: Wallengrün wird nach Unterreichenau eingemeindet
- 1. Januar 1974: Linda wird nach Pausa eingemeindet
- 1. Januar 1993: Kornbach wird nach Mühltroff eingemeindet
- 1. April 1993: Unterreichenau wird nach Pausa eingemeindet
- 1. Januar 1994: Ebersgrün, Ranspach und Thierbach werden nach Pausa und Langenbach wird nach Mühltroff eingemeindet
- 1. Januar 2013: Mühltroff wird nach Pausa eingemeindet, das dadurch seinen Namen in Pausa-Mühltroff ändert

## Politik

### Gemeinderat
Seit der Stadtratswahl am 9. Juni 2024 verteilen sich die 18 Sitze des Stadtrates folgendermaßen auf die einzelnen Gruppierungen:
- Freie Wähler Pausa-Mühltroff e. V.: 8 Sitze (± 0)
- CDU: 5 Sitze (– 3)
- Freie Bürger: 2 Sitze (+ 2)
- pro VOGLANDschaft: 2 Sitze (+ 2)
- SPD: 1 Sitz (± 0)

Die FDP (2019 ein 1 Sitz) hat 2024 kein Mandat mehr erhalten.
| Stadtrat ab 2024Insgesamt 18 Sitze - Vogtl.: 2 - SPD: 1 - FWPM: 8 - FB: 2 - CDU: 5 | Wahlvorschlag                        | 2024   | 2024   | 2019   | 2019   | 2014   | 2014   |
| Stadtrat ab 2024Insgesamt 18 Sitze - Vogtl.: 2 - SPD: 1 - FWPM: 8 - FB: 2 - CDU: 5 | Wahlvorschlag                        | Sitze  | in %   | Sitze  | in %   | Sitze  | in %   |
| Stadtrat ab 2024Insgesamt 18 Sitze - Vogtl.: 2 - SPD: 1 - FWPM: 8 - FB: 2 - CDU: 5 | Freie Wähler Pausa-Mühltroff e. V.   | 8      | 44,0   | 8      | 39,3   | 8      | 36,2   |
| Stadtrat ab 2024Insgesamt 18 Sitze - Vogtl.: 2 - SPD: 1 - FWPM: 8 - FB: 2 - CDU: 5 | CDU                                  | 5      | 30,9   | 8      | 40,5   | 8      | 38,0   |
| Stadtrat ab 2024Insgesamt 18 Sitze - Vogtl.: 2 - SPD: 1 - FWPM: 8 - FB: 2 - CDU: 5 | Freie Bürger                         | 2      | 10,7   | –      | –      | –      | –      |
| Stadtrat ab 2024Insgesamt 18 Sitze - Vogtl.: 2 - SPD: 1 - FWPM: 8 - FB: 2 - CDU: 5 | proVOGLANDschaft e. V.               | 2      | 9,3    | –      | –      | –      | –      |
| Stadtrat ab 2024Insgesamt 18 Sitze - Vogtl.: 2 - SPD: 1 - FWPM: 8 - FB: 2 - CDU: 5 | SPD                                  | 1      | 5,0    | 1      | 5,1    | 1      | 7,7    |
| Stadtrat ab 2024Insgesamt 18 Sitze - Vogtl.: 2 - SPD: 1 - FWPM: 8 - FB: 2 - CDU: 5 | FDP                                  | –      | –      | 1      | 6,3    | –      | 3,2    |
| Stadtrat ab 2024Insgesamt 18 Sitze - Vogtl.: 2 - SPD: 1 - FWPM: 8 - FB: 2 - CDU: 5 | Linke                                | –      | –      | –      | 4,6    | 1      | 6,9    |
| Stadtrat ab 2024Insgesamt 18 Sitze - Vogtl.: 2 - SPD: 1 - FWPM: 8 - FB: 2 - CDU: 5 | Grüne                                | –      | –      | –      | 4,2    | –      | 3,8    |
| Stadtrat ab 2024Insgesamt 18 Sitze - Vogtl.: 2 - SPD: 1 - FWPM: 8 - FB: 2 - CDU: 5 | Arbeitsloseninitiative Sachsen e. V. | –      | –      | –      | –      | –      | 4,2    |
| Stadtrat ab 2024Insgesamt 18 Sitze - Vogtl.: 2 - SPD: 1 - FWPM: 8 - FB: 2 - CDU: 5 | Wahlbeteiligung                      | 73,9 % | 73,9 % | 69,8 % | 69,8 % | 58,6 % | 58,6 % |

### Bürgermeister
Am 1. September 2019 wurde Michael Pohl (CDU) mit 94,9 % der Stimmen zum Bürgermeister gewählt. Er übernahm das Amt von seinem Parteifreund Johnny Ansorge, der Juni 2015 wiedergewählt worden war.
| Wahl                                    | Bürgermeister     | Vorschlag | Wahlergebnis (in %) |
| --------------------------------------- | ----------------- | --------- | ------------------- |
| 2019                                    | Michael Pohl      | CDU       | 94,9                |
| 2015                                    | Johnny Ansorge    | CDU       | 74,7                |
| Pausa/Vogtl. (für Mühltroff siehe dort) |                   |           |                     |
| 2008                                    | Johnny Ansorge    | CDU       | 81,4                |
| 2001                                    | Johnny Ansorge    | CDU       | 63,7                |
| 1990                                    | Friedhold Schwabe |           |                     |

### Wappen
| Wappen von Pausa-Mühltroff | Blasonierung: „In Gold ein rotbewehrter schwarzer Löwe.“                             |
| Wappen von Pausa-Mühltroff | Die Stadt Pausa-Mühltroff führt das Wappen der ehemaligen Stadt Pausa/Vogtl. weiter. |

### Städtepartnerschaften
Seit 1990 bestehen zwei deutsche Städtepartnerschaften: mit der
- Gemeinde Neunkirchen im Siegerland und mit der
- Stadt Selbitz (Frankenwald).

Im Jahr 2005 wurde ein Partnerschaftsvertrag mit der tschechischen Stadt
- Brösau (Březová) abgeschlossen.

## Wirtschaft
Zu den örtlichen Firmen gehört der Tubenhersteller Linhardt (Zweigwerk).
Während der Zeit der DDR gab es in Pausa eine ganze Reihe Betriebe von überregionaler Bedeutung, beispielsweise
- VEB Pametall (Alleinhersteller von Aluminiumgeschirr),
- VEB Miederwerk (Produzent von Miederwaren wie BHs, Hüfthalter; Export zu den Versandhäusern Neckermann und Quelle),
- VEB Dekostoffe Mülsen, Werk Pausa (Stoffservietten),
- VEB Drahtweberei Pausa (Herstellung von Streckmetall für die Grenzzäune der DDR und von grobmaschigen Industriesieben),
- VEB Wäscheunion Elsterberg Werk A Pausa (Bettwäsche; Export zu den Versandhäusern Neckermann und Quelle),
- VEB Rotpunkt Gummiwarenfabrik (Arbeits- und OP-Handschuhe aus Gummi) und
- VEB Elektroinstallation Pausa (Elektro-Sicherungen/Schmelzeinsätze aus Hartporzellan).

Darüber hinaus gab es noch zahlreiche kleinere Industriebetriebe. Alle zusammen machten Pausa zu einer Industriestadt mit einer weit höheren Bedeutung als es die Größe der Stadt vermuten ließ. Im Gefolge der Wiedervereinigung kam es zu einem weitgehenden Niedergang der Pausaer Industrie. Nur wenige Betriebe überlebten, wurden privatisiert und erfreuen sich einer positiven Entwicklung.

## Kultur und Sehenswürdigkeiten

### Bauwerke
- Ortsteil Pausa: Rathaus (1892, historistischer Bau) mit drehendem Globus, das ehemalige Amtsgericht (1823, klassizistischer Bau), die Stadtkirche St. Michaelis (1824–1825, klassizistische Saalkirche) mit Kirchplatz sowie Reste der Stadtmauer. Lehrpfad Historisches Pausa
- Ortsteil Mühltroff: Schloss und Schlosskirche Mühltroff, Bahnhof Mühltroff (Halt der Wisentatalbahn)
- Ortsteil Ebersgrün: holzgeschnitzter Altar der barocken Pfarrkirche Heilige Maria Magdalena
- Ortsteil Langenbach: Dorfkirche und Triangulierungssäule Station 156 der Königlich-Sächsischen Triangulation von 1876
- Ortsteil Linda: Ringwall im Ortsteil Linda (Überrest einer kleinen mittelalterlichen Schutzburg aus der frühen Besiedlungsphase dieser Region mit Erdwall und Resten des Wassergrabens) und Villa mit partiell genutzten Gartenanlagen (Rhododendron) beidseitig der Landstraße und zwei Teichen, nahe im Wald die Reinhardsquelle
- Ortsteil Ranspach: Dorfkirche
- Ortsteil Thierbach: Wehrkirche und Die Triangulierungssäule Station 155 der Königlich-Sächsischen Triangulation von 1876 auf dem Sandberg beim Ortsteil Thierbach

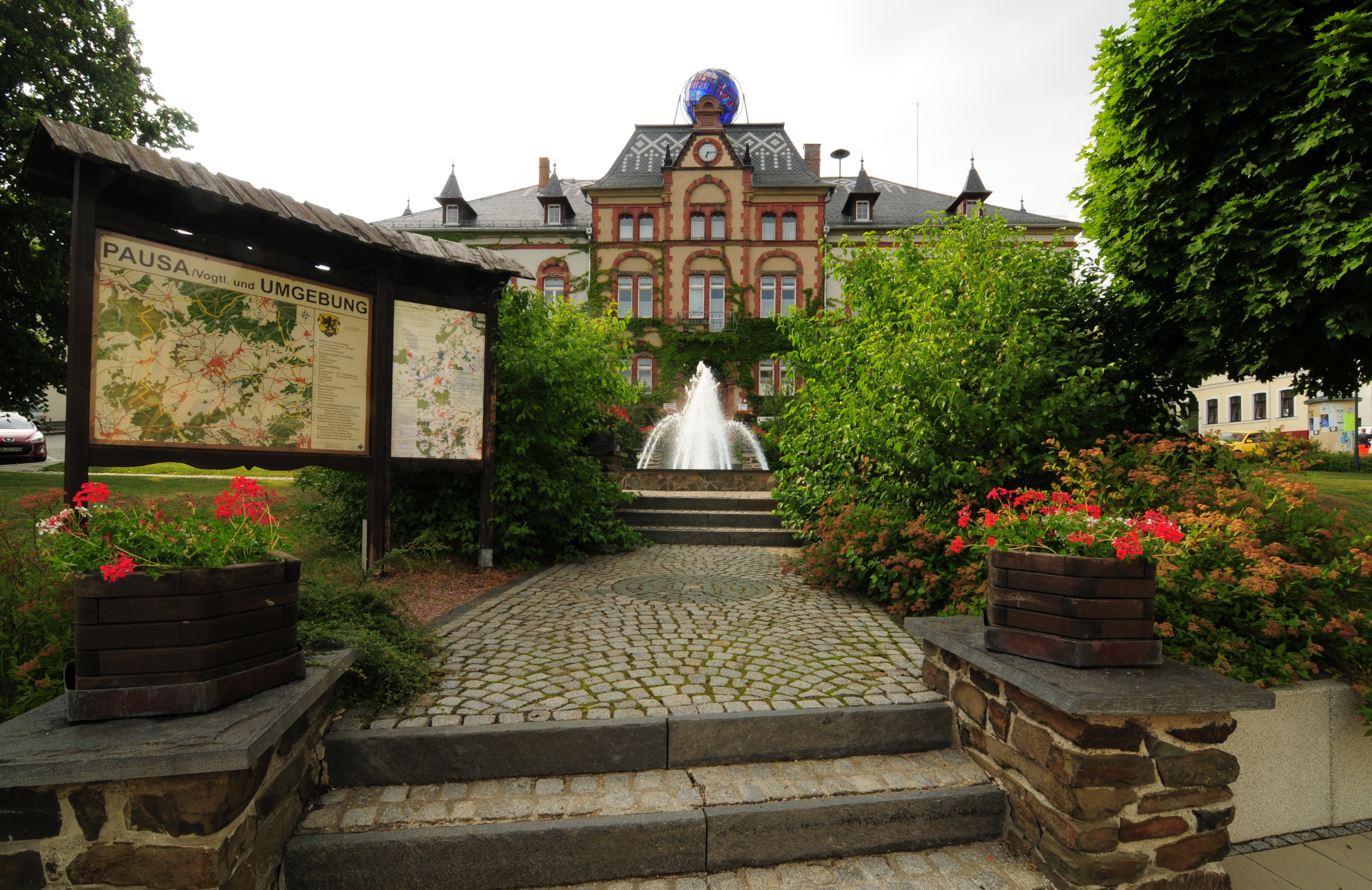
Rathaus Pausa mit sich drehender Erdkugel
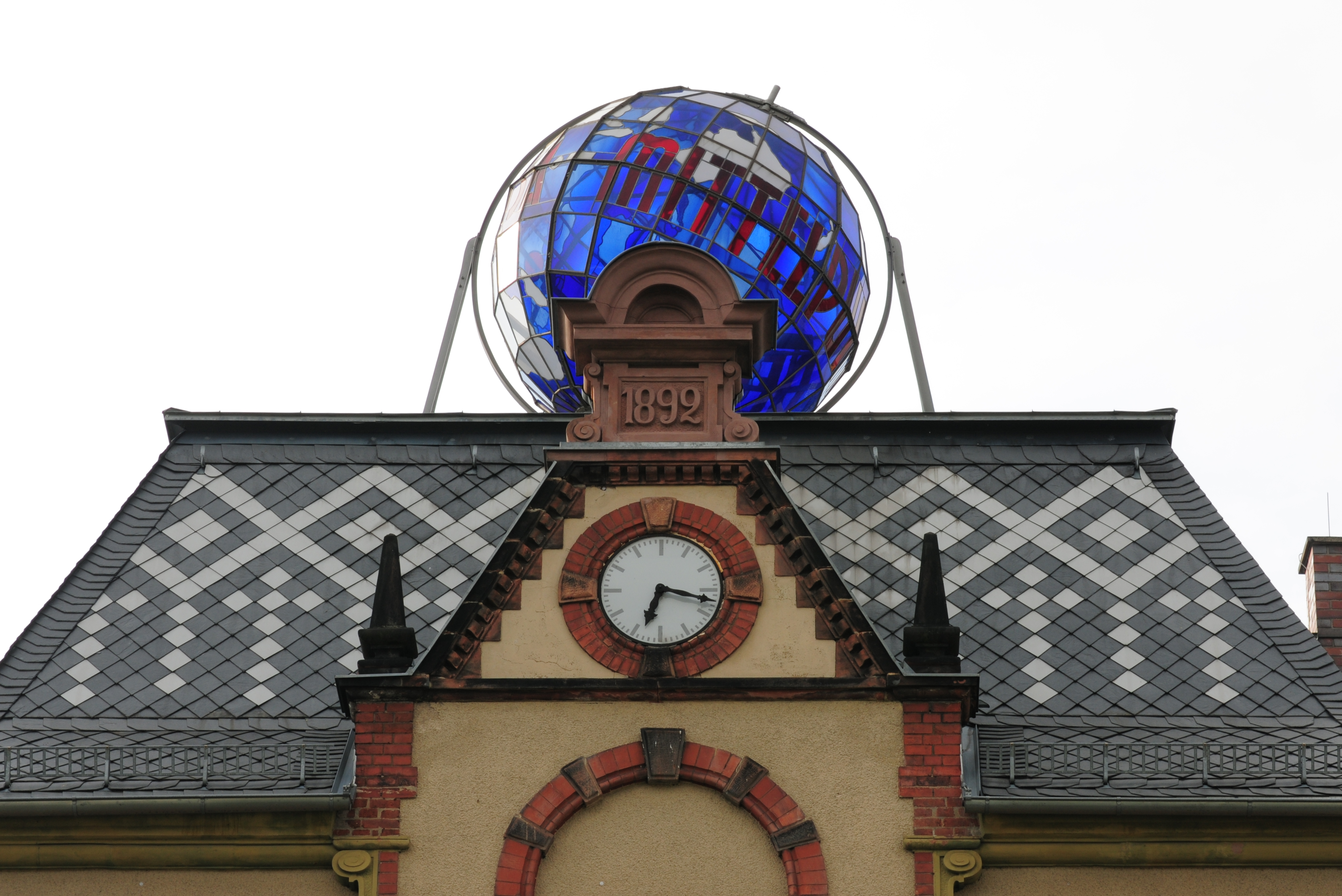
Erdkugel auf dem Rathaus Pausa
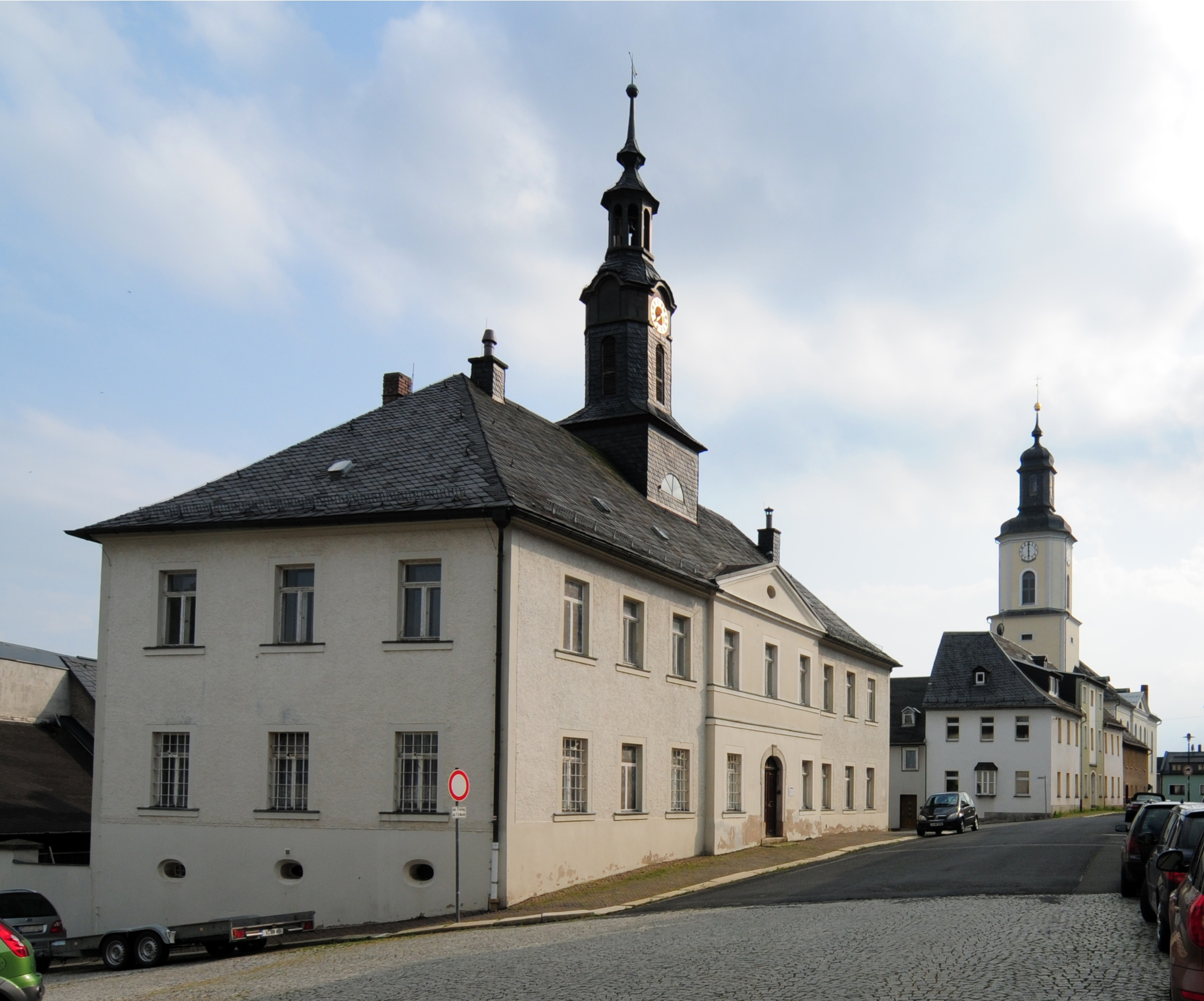
Ehemaliges Amtsgericht Pausa und Stadtkirche St. Michaelis in Pausa
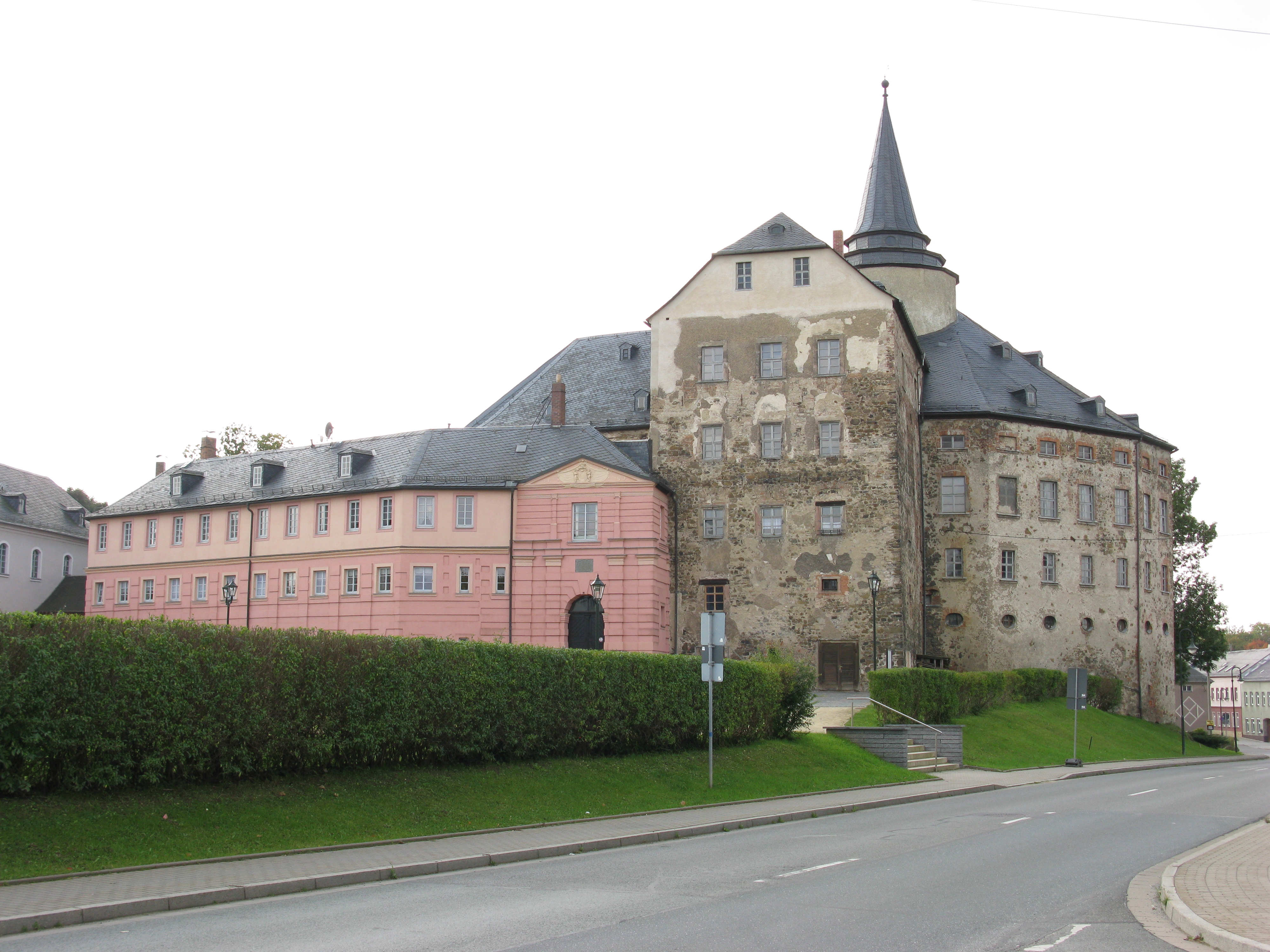
Burg Mühltroff
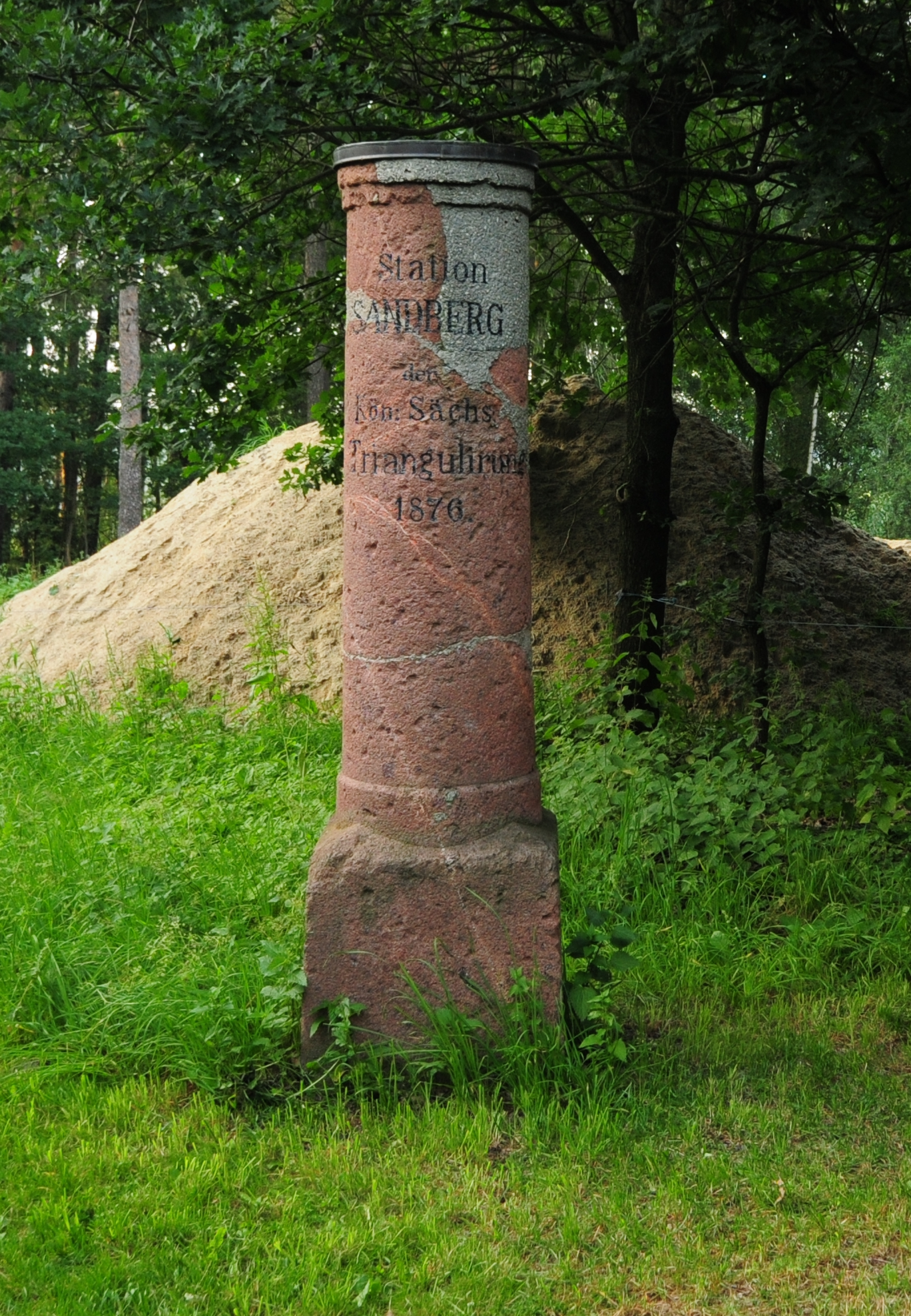
Triangulationssäule auf dem Sandberg

### Naturdenkmale
- Eckardts-Park mit seinen Quellen, Naturlehrpfad und Tiergehege.
- Nahe der Lokalität Bad Linda, in der Flur Ehrlig, die Reinhardsquelle, wo eisenhaltiges Mineralwasser aus ordovizischen Schiefern in einer gefassten Quelle im Waldgebiet zutage tritt und ein ockerfarbenes Quellsediment erzeugt.[22]
- Naturschutzgebiet Pausaer Weide
- Orchideenwiese auf der Wallengrüner Flur am Jahnberg.

### Sport
- Der 1909 gegründete Ringerverein Pausa ist sehr erfolgreich. Von 1932 bis 1939 trug die Stadt den Titel „Ringerhochburg“.[23]  Mit dem Ringerverein ASV Plauen besteht seit mehreren Jahren eine Wettkampfgemeinschaft aus zwei Männermannschaften (Saison 2009/2010: Oberliga Sachsen und 2. Bundesliga Nord) sowie einer Jugendmannschaft in der Jugendliga Mitteldeutschland. Für seine Nachwuchsarbeit wurde der Verein 2008 mit dem Grünen Band des Deutschen Olympischen Sportbundes (DOSB) ausgezeichnet.
- Pausa-Mühltroff hat ein gut ausgebautes Wanderwegenetz von etwa 85 Kilometer Länge.
- Freizeitanlage Freibad Pausa am Butterberg. In der Nacht vom 28. zum 29. Oktober 2007 brannte das Restaurant des Bades durch Brandstiftung bis auf die Grundmauern nieder. Es entstand ein Schaden von etwa 700.000 Euro. Mittlerweile ist das Gebäude wieder aufgebaut, die Gaststätte wieder geöffnet.
- Jedes Jahr findet in Pausa-Mühltroff ein achtstündiges Trabantrennen statt.

## Verkehr

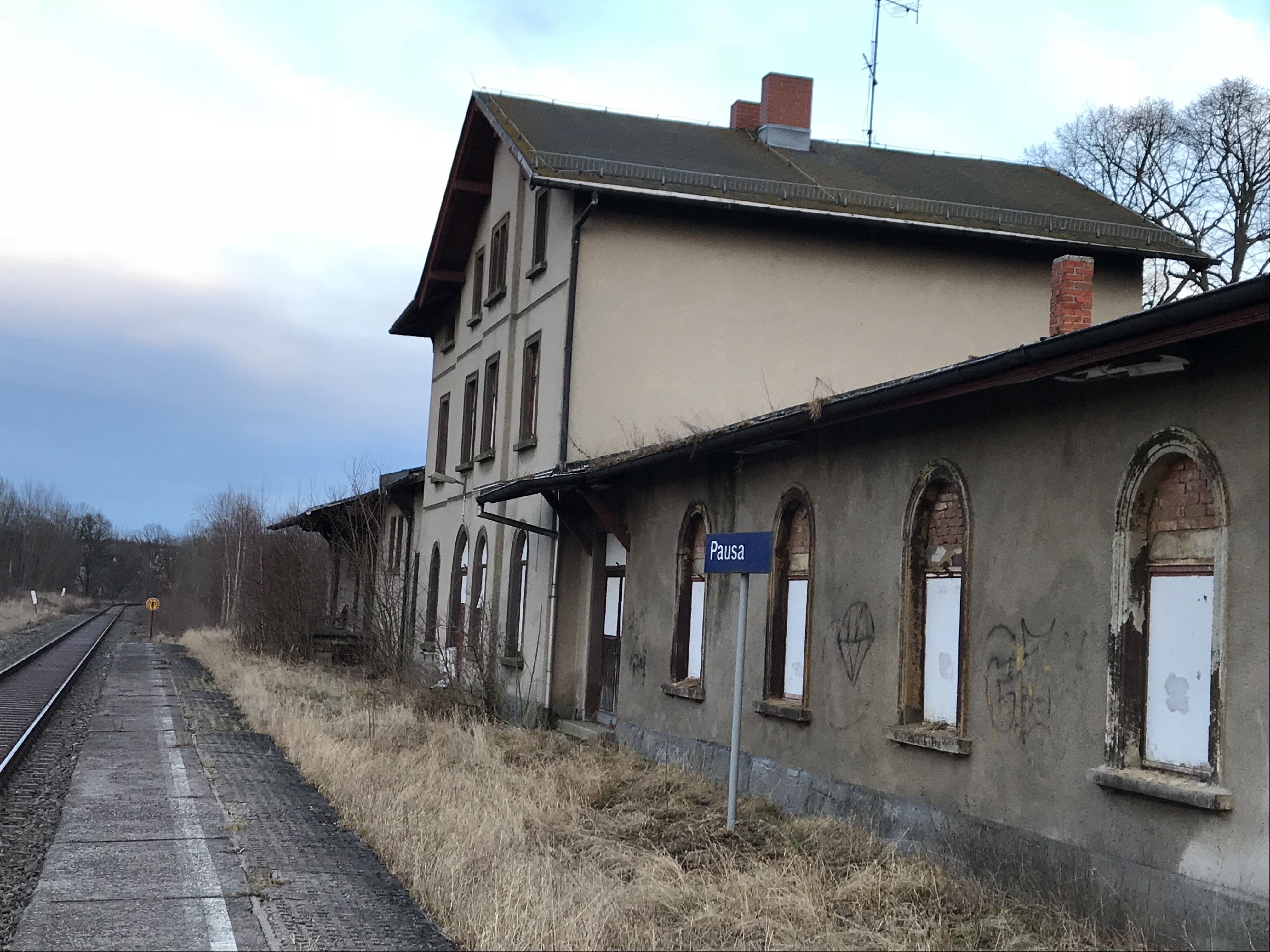
Bahnhof Pausa, Empfangsgebäude (2018)

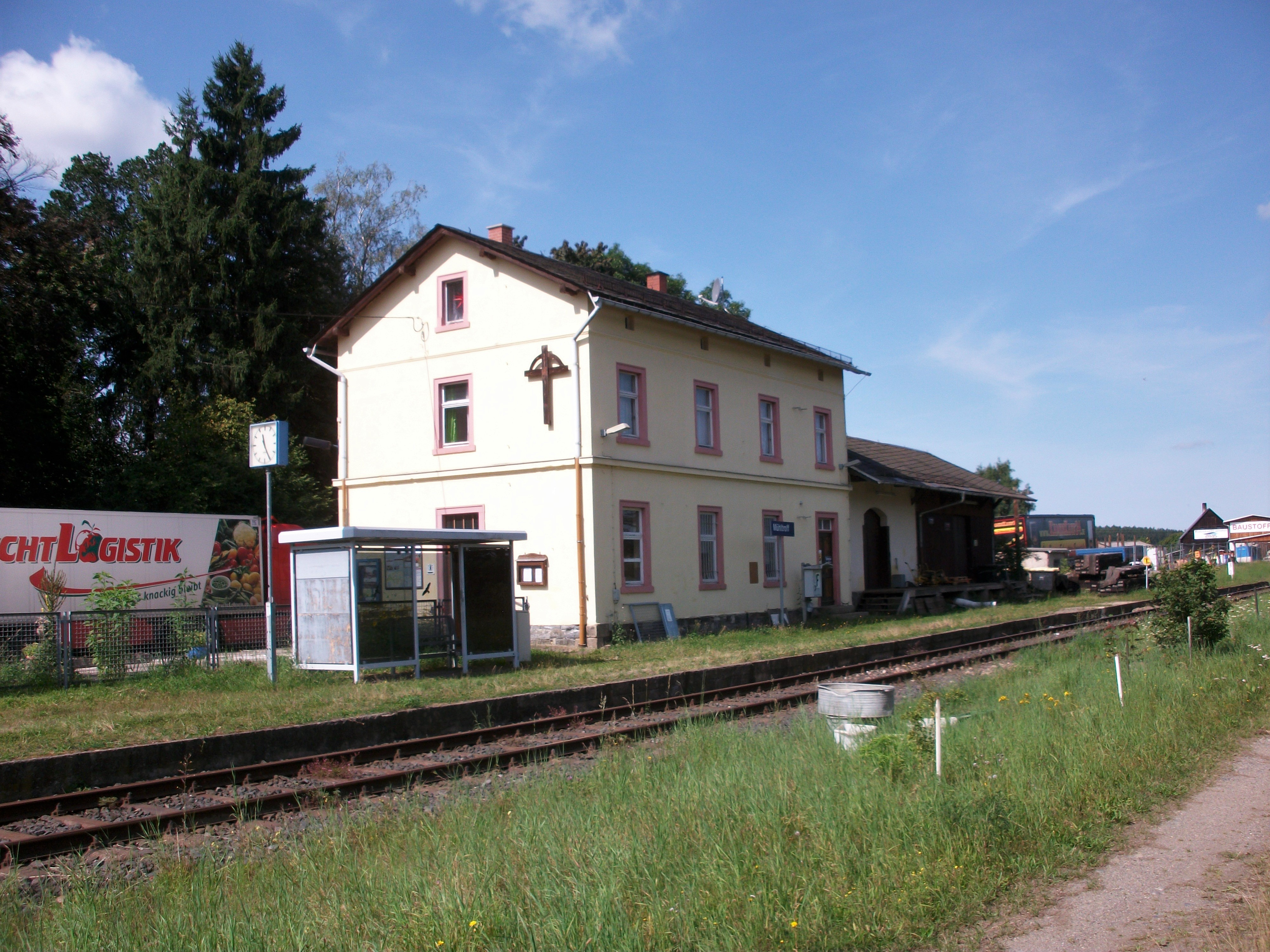
Bahnhof Mühltroff, Empfangsgebäude (2021)

Der Hauptort Pausa liegt etwas abseits größerer Straßen. Die Staatsstraße 316 erschließt die Ortslage Pausa/Vogtl. verkehrsmäßig. Durch die Ortsteile Mühltroff und Langenbach führt die Bundesstraße 282, von der in Mühltroff die Staatsstraße 318 abzweigt. Die nächstgelegenen Autobahnanbindungen befinden sich bei Schleiz (A 9) und Plauen (A 72).
Obwohl durch das Gebiet der Stadt Pausa-Mühltroff mehrere Bahnstrecken verlaufen, hat die Stadt aktuell keine Bahnstation mehr, die vom regelmäßigen Schienenverkehr bedient wird. Der Stadtteil Pausa wird von der Bahnstrecke Werdau–Mehltheuer tangiert, die dort verkehrende Erfurter Bahn, die ansonsten jede noch betriebene Station an der Strecke bedient, hält jedoch seit einigen Jahren nicht mehr am einstigen Pausaer Bahnhof. Der Stadtteil Mühltroff liegt an der Bahnstrecke Schönberg–Schleiz. Die Strecke ist von der DB Netz AG an die Deutsche Regionaleisenbahn verpachtet. Es findet seit 2006 kein regelmäßiger Personenverkehr mehr statt. Auf der Bahnstrecke verkehren seit 2007 Sonderzüge des Fördervereins Wisentatalbahn nach einem besonderen Fahrplan, die auch am Bahnhof Mühltroff halten. Die Bahnstrecke Leipzig–Hof läuft in einem Bogen im Norden und Westen um den südlichsten Ortsteil Kornbach. Auch die Bahnstrecke Schönberg–Hirschberg und die Bahnstrecke Schönberg–Schleiz führen durch die Gemarkung Kornbachs. Die nächstgelegenen Bahnhöfe befinden sich in Mehltheuer und Schönberg an der Bahnstrecke Leipzig–Hof.
Pausa-Mühltroff wird im vertakteten ÖPNV des Verkehrsverbunds Vogtland von mehreren Buslinien bedient. Die TaktBus-Linien 41 und 42 ergeben zusammen einen Stundentakt zwischen Pausa und Zeulenroda. Die Linie 44 bietet in Mehltheuer Anschluss zur Linie 42 nach Pausa.
Stand: 13. Februar 2022
| Linie | Endpunkte               | Verlauf                                  | Verkehrsunternehmen     | Klassifizierung |
| ----- | ----------------------- | ---------------------------------------- | ----------------------- | --------------- |
| 41    | Zeulenroda ↔ Mehltheuer | Pausa – Mühltroff – Schönberg – Leubnitz | Plauener Omnibusbetrieb | TaktBus         |
| 42    | Zeulenroda ↔ Plauen     | Pausa – Mehltheuer – Syrau               | Plauener Omnibusbetrieb | TaktBus         |
| 43    | Ebersgrün ↔ Thierbach   | Pausa – Unterreichenau/Linda             | Plauener Omnibusbetrieb | RufBus          |
| 44    | Kornbach ↔ Mehltheuer   | Demeusel – Drochaus                      | Plauener Omnibusbetrieb | RufBus          |
| 143   | Plauen ↔ Schleiz        | Syrau – Mühltroff                        | KomBus                  |                 |

## Sonstiges

### Mittelpunkt der Erde

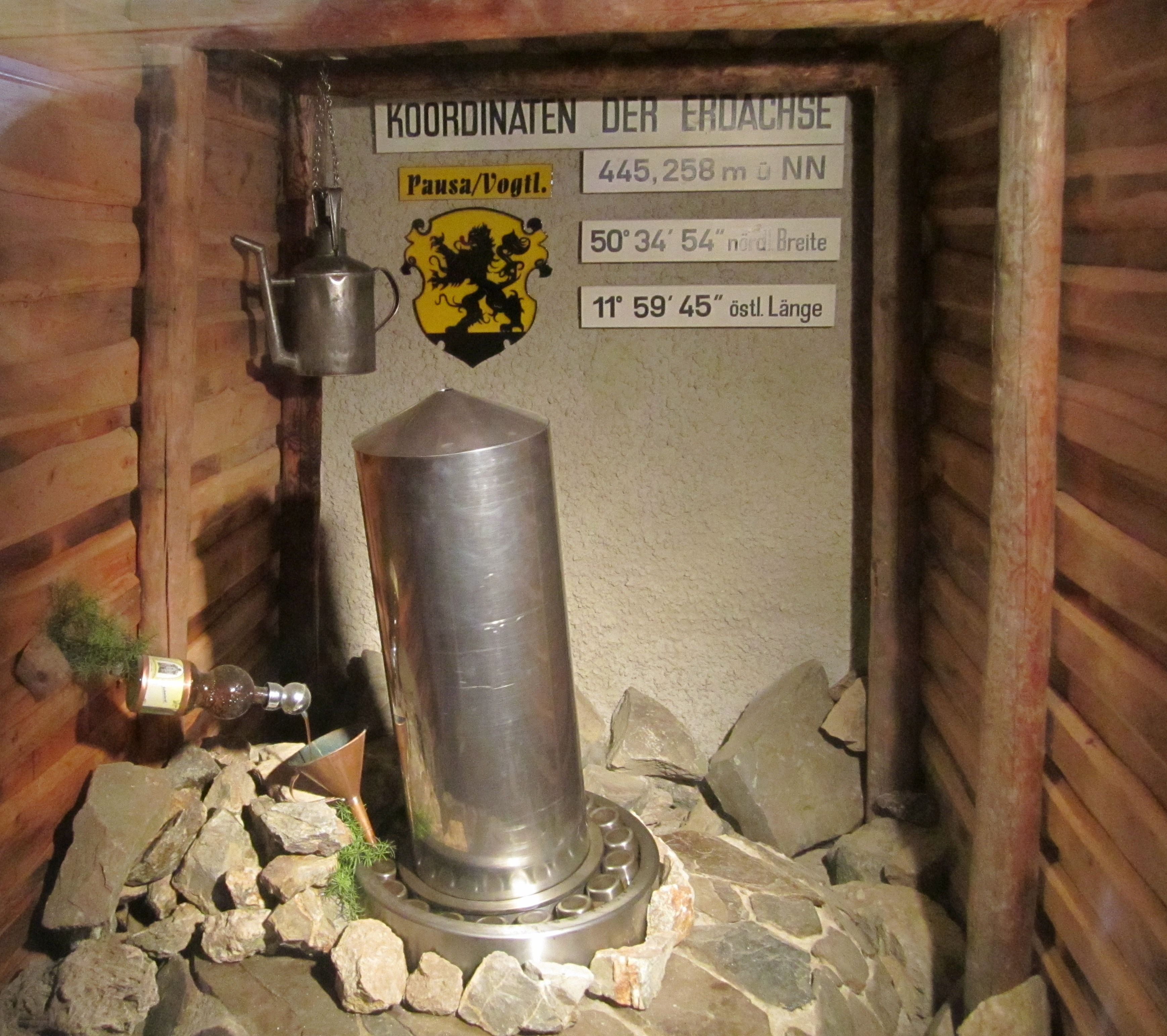
Die Erdachse im Rathaus von Pausa

Die Aussage, am Mittelpunkt der Erde zu liegen, entstand in Abwandlung der Tatsache, dass Pausa relativ genau in der Mitte des ursprünglichen Vogtlandes liegt. Ende des 18. Jahrhunderts begann die „Vermarktung“ dieser Eigenschaft, nachdem aus Pausa ab 1850 für einige Jahrzehnte Bad Pausa wurde; die entsprechenden Mineralwasserquellen wurden bereits im 15. Jahrhundert nachgewiesen. Der genaue Ort des Mittelpunkts, und damit des Austrittpunktes der Erdachse, änderte sich im Laufe der Zeit: Ein auf dem Markt stehender Wasserkasten, ein Deckel und eine Messingkugel in der Diele im Boden von örtlichen Wirtshäusern. Heute ist die Erdachse im Keller des Rathauses gegen Entgelt zu besichtigen und kann dort auch geschmiert werden. Die Vermarktung erfolgt auch, indem „Erdachsenschmieröl“ (ein Kräuterlikör) verkauft wird und der Vorgang von der Erdachsendeckelscharnierschmiernippel-Kommission zu Pausa e. V. überwacht wird.
Das Wahrzeichen des Ortes symbolisiert – erstmals 1934 – auch eine auf dem Rathausdach montierte Weltkugel, heute mit einem Durchmesser von 3 Metern und einem Gewicht von 1,2 Tonnen. Das Modell wird nachts beleuchtet und rotiert (allerdings gegen den Rotationssinn der Erdkugel, da sonst der Schriftzug „Pausa – Mittelpunkt der Erde“ nicht lesbar wäre).
Die Bezeichnung Mittelpunkt der Erde reklamiert auch Bernstadt auf dem Eigen bei Görlitz für sich.

### Windpark Ebersgrün
Beim Ortsteil Ebersgrün wurde ab Oktober 2012 innerhalb eines halben Jahres im Zuge der Energiewende ein Windpark mit vier Windkraftanlagen errichtet. Die Anlagen des Typs Repower MM 92 mit einer Nennleistung von insgesamt 8,2 MW sind im Mai 2013 fertiggestellt worden und ans Netz gegangen. Die Nabenhöhe beträgt jeweils 100 Meter, der Rotordurchmesser jeweils 92 Meter. Betreiber des Windparks ist die WKN AG.